# 新加坡内阁
新加坡内阁（英語：Cabinet of Singapore）与新加坡总统共同组成该国政府（行政机关）。内阁是由政府首脑，也就是总理所领导，而总理是由总统从国会议员中委任，人选标准是极可能获得国会多数信任之人。其他内阁成员为部长，是总统在总理建议下从国会议员中委任。内阁成员禁止担任任何盈利之职位，以及积极参与任何商业企业的业务。
内阁总体上指挥并控制政府，也集体对国会负责。同时，内阁也显著对立法产生影响。总理可指派部长掌管相关政府部门，或担任总理公署部长。新加坡的部长薪资为全世界最高；2011年进行薪资检讨以前，总理的年薪高达307万新元，部长级官员则可领介于158万至237万新元。2011年5月21日，总理成立委员会，检讨总理、总统、担任政治职务者和国会议员的薪资，并将减薪建议呈上国会辩论、通过，总理的薪资则是削减36%（含取消退休金），至220万新元（当时约170万美元）。即便如此，总理仍是全世界薪资最高的政治领袖。
内閣最早之前身是海峽殖民地行政局，1877年成立，為海峽殖民地總督提供咨詢，并無行政權力。1955年，部長會議成立，由總督擔任主席，另由布政司、律政司和財政司擔任當然官守議員，餘下六席非官守議席則由首席部長以及由他從立法議會挑選五名議員兼任。大衛·馬紹爾成爲新加坡首任首席部長。1956年至1958年，立法議會代表和殖民地部舉行憲制性談判，促成新加坡於1959年取得完全自治，總督一職由新加坡自治邦元首取代，元首從此取得總理任命權，可委任最能指揮立法議會的人擔任總理，並在總理建議下委任内閣其他部長。1959年大選，人民行動黨橫掃立法議會51席的43席奪得執政權，李光耀成爲新加坡自治邦唯一一任總理。新加坡後來在1963年加入馬來西亞，再於1965年獨立，新加坡政府的行政機關繼續維持運作。
内阁包括总理和各部部长所轄的总理公署、社會及家庭發展部 、文化、社区及青年部、國防部、教育部、永續發展與環境部、財政部 、外交部、衛生部、內政部、通訊及新聞部、律政部、人力部、國家發展部、貿易和工業部和交通部。

## 现任内阁成员
| 職務                     | 姓名   | 肖像          | 党籍       |
| ------------------------ | ------ | ------------- | ---------- |
| 总理                     | 黄循财 | Lawrence Wong | 人民行动党 |
| 财政部长                 | 黄循财 | Lawrence Wong | 人民行动党 |
| 国务资政                 | 李显龙 | 李显龙        | 人民行动党 |
| 副总理                   | 颜金勇 | 颜金勇        | 人民行动党 |
| 贸工部长                 | 颜金勇 | 颜金勇        | 人民行动党 |
| 国家安全统筹部长         | 尚穆根 |               | 人民行动党 |
| 內政部长                 | 尚穆根 |               | 人民行动党 |
| 公共服务统筹部长         | 陈振声 | 陳振聲        | 人民行动党 |
| 国防部长                 | 陈振声 | 陳振聲        | 人民行动党 |
| 社会政策统筹部长         | 王乙康 | 王乙康        | 人民行动党 |
| 卫生部长                 | 王乙康 | 王乙康        | 人民行动党 |
| 外交部長                 | 維文   | 維文          | 人民行动党 |
| 永续发展与环境部长       | 傅海燕 | 傅海燕        | 人民行动党 |
| 主管贸易关系部长         | 傅海燕 | 傅海燕        | 人民行动党 |
| 数码发展及新闻部长       | 楊莉明 | 楊莉明        | 人民行动党 |
| 社会及家庭发展部长       | 马善高 | 马善高        | 人民行动党 |
| 教育部长                 | 李智陞 | 李智陞        | 人民行动党 |
| 主管社会服务整合事务部长 | 李智陞 | 李智陞        | 人民行动党 |
| 总理公署部长             | 英兰妮 |               | 人民行动党 |
| 财政部第二部长           | 英兰妮 |               | 人民行动党 |
| 国家发展部第二部长       | 英兰妮 |               | 人民行动党 |
| 律政部长                 | 唐振辉 |               | 人民行动党 |
| 內政部第二部长           | 唐振辉 |               | 人民行动党 |
| 人力部长                 | 陈诗龙 |               | 人民行动党 |
| 主管能源和科技部長       | 陈诗龙 |               | 人民行动党 |
| 国家发展部长             | 徐芳达 | 徐芳达        | 人民行动党 |
| 文化、社区及青年部代部长 | 梁振伟 |               | 人民行动党 |
| 交通部代部長             | 萧振祥 | —             | 人民行动党 |

## 延伸閱讀

### 書目
- Chan, Helena H[ui-]M[eng], , , Singapore: Butterworths Asia: 22–29, 1995, ISBN 978-0-409-99789-7.
- Jennings, Ivor,  3rd, Cambridge: Cambridge University Press, 1980, ISBN 978-0-521-09570-9.
- Quah, John S.T., , Hood, Christopher; Peters, B. Guy; Lee, Grace O.M., eds.  (编),  (PDF), London: Routledge: 145–162, 2003, ISBN 978-0-415-30349-1, （原始内容 (PDF)存档于2009-05-26）.
- Tan, Kevin Y[ew] L[ee]; Thio, Li-ann, ,  2nd, Singapore: Butterworths Asia: 181–243, 1997, ISBN 978-0-409-99908-2.
- Thio, Li-ann, ,  (PDF), Singapore: Butterworths Asia for the ASEAN Law Association, 1995, ISBN 978-0-409-99802-3, （原始内容 (PDF)存档于2009-12-04）.

### 新聞報導
- Ong, Andrea, , The Straits Times, 2012-01-06: A26–A27.

## 外部連結
- 新加坡內閣官方網站
- 新加坡政府官方網站